# William Gillette

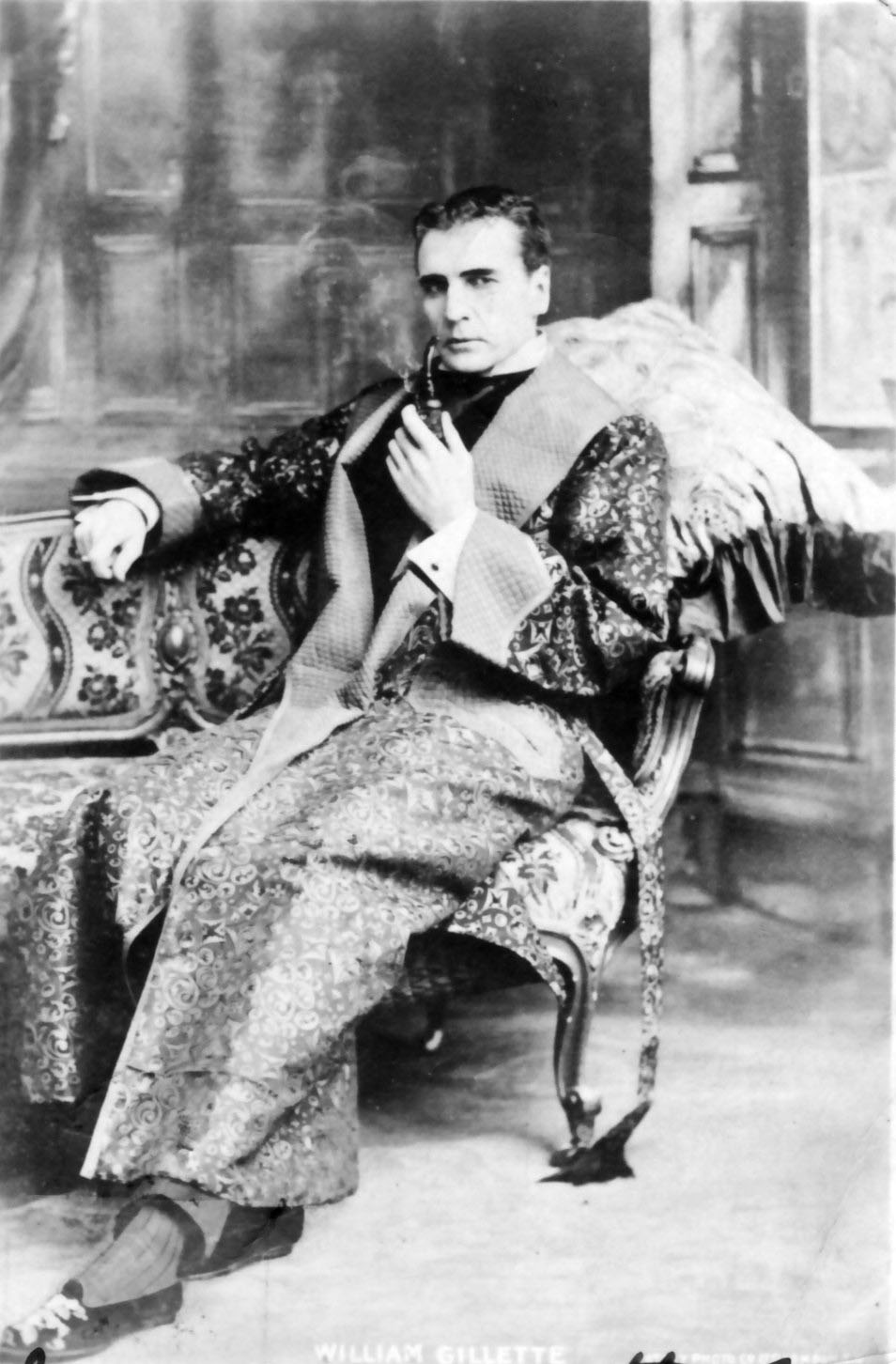
Gillette som Sherlock Holmes.

William Hooker Gillette, född 24 juli 1853 i Hartford, Connecticut, död 29 april 1937 i Hartford, Connecticut, var en amerikansk skådespelare och manusförfattare. 
Gillette var en av de första som spelade Sherlock Holmes på film.
Han var son till politikern Francis Gillette.

## Filmografi
- 1913 - The Battle at Fort Laramie
- 1914 - The Delayed Special
- 1916 - Sherlock Holmes